# Dicranomyia (Dicranomyia) woggoon
Dicranomyia (Dicranomyia) woggoon is een tweevleugelige uit de familie steltmuggen (Limoniidae). De soort komt voor in het Australaziatisch gebied.